# الیو دیرینگ
الیو دیرینگ (انگلیسی: Olive Deering؛ ۱۱ اکتبر ۱۹۱۸ – ۲۲ مارس ۱۹۸۶) ، یک هنرپیشه اهل ایالات متحده آمریکا بود.
از فیلم‌ها یا برنامه‌های تلویزیونی که وی در آن نقش داشته است می‌توان به ده فرمان اشاره کرد.